# ماریانه ووش
ماریانه ووش (هلندی: Marianne Vos،  ؛ زادهٔ ۱۳ مهٔ ۱۹۸۷) دوچرخه‌سوار اهل هلند است.
وی در مسابقات بین‌المللی در مجموع برندهٔ ۱۸ مدال طلا، ۹ مدال نقره، ۴ مدال برنز شده‌است.